# Suurisaari (ö i Finland, Södra Savolax, Nyslott, lat 61,87, long 28,31)
Suurisaari är en ö i Finland. Den ligger i sjön Ala-Vekarainen och i kommunen Sulkava i den ekonomiska regionen  Nyslotts ekonomiska region  och landskapet Södra Savolax, i den södra delen av landet, 260 km nordost om huvudstaden Helsingfors. Öns area är 1,5 hektar och dess största längd är 220 meter i sydöst-nordvästlig riktning.